# القصور (ردمان)

تعديل مصدري - تعديل

القصور هي إحدى قرى عزلة ال بقش بمديرية ردمان التابعة لمحافظة البيضاء، بلغ تعداد سكانها 102 نسمة حسب تعداد اليمن لعام 2004.